# Diplotaxis mexcala
Diplotaxis mexcala är en skalbaggsart som beskrevs av Patricia Vaurie 1960. Diplotaxis mexcala ingår i släktet Diplotaxis och familjen Melolonthidae. Inga underarter finns listade i Catalogue of Life.